# Cynthia Wu-Maheux
Cynthia Wu-Maheux est une comédienne québécoise née en 1983 et a grandi à Trois-Rivières. Sa famille maternelle, d'origine chinoise, y a exploité des restaurants (Les Rivières orientales) depuis son arrière-grand-père.

## Filmographie

### Télévision
- 2007 : Tout sur moi, voleuse de vélo
- 2007 : C.A., amie de Stéphanie[3]
- 2008 : Miss Météo (saison 2), vendeuse
- 2008 - 2013 : Tactik, Marie-Sylvaine Labrie[4]
- 2009 : Les Hauts et les Bas de Sophie Paquin, réceptionniste
- 2009 : Ni plus ni moi, serveuse
- 2009 - 2014 : Trauma, Christelle Pierre
- 2010 : Les Rescapés, Corine Gagnon[5]
- 2010 : Mauvais Karma, prostituée
- 2011 : Penthouse 5-0, Geneviève[6]
- 2011 : Rock et Rolland, Kim
- 2011 - 2016 : 30 vies, Catherine Despaties[7],[4]
- 2012 : Il était une fois dans le trouble, Ava
- 2013 - 2016 : L'Appart du 5e, Marianne Pellan
- 2014 : VRAK la vie, Wingfou la ninja
- 2015 : Mirador, Kim Hacker
- 2015 - 2016 : Mémoires vives (série télévisée), Mia Robert-Feng
- Depuis 2016 : District 31, Da-Xia Bernard, analyste sénior
- 2017[8] : Plan B, Sandra Keas
- 2022: Vidanges (série) : Pascale
- 2025: Mea Culpa Lysanne

### Cinéma
- 2007 : Aquariums (moyen-métrage), Minako
- 2008 : Le Grand Départ de Claude Meunier : nouvelle amie de Myriam[9]
- 2008 : J'me voyais déjà (documentaire), elle-même[10]
- 2008 : Kagamiko (court-métrage), Kagamiko[11]
- 2009 : Polytechnique, victime (1re classe)[12]
- 2010 : 101-102 (court-métrage)[13]
- 2011 : The Theatre Bizarre, junkie girl (segment "Vision Stains")[14]
- 2012 : L'Empire Bo$$é de Claude Desrosiers : Jade Bossé[15]
- 2012 : L'Affaire Dumont, journaliste[16]
- 2013 : Shower/Douche, Jessika[17]
- 2015 : Montréal la blanche, Cynthia[18]
- 2015 : L'Origine des espèces de Dominic Goyer :  Julie[19]

### Nouveaux médias
- 2012 : Le Judas (jeu en réalité alternée), Katherine Anderson[20]

## Théâtre
- 2007 : Alexandre, Fanny
- 2007 : Tendres totems et croquis cruels, Marie-Sol
- 2007 : Buffet chinois, lecture
- 2010 : La princesse Turandot, Pang
- 2011 : Médée, chœur
- 2013 : Yukonstyle, Yuko
- 2014 : Trois, rôles multiples
- 2014-2015 : Alice au pays des merveilles, reine de cœur
- 2016 : Nous autres antipodes, lecture[21]
- 2016 : Dimanche napalm, Kim
- 2017 : L’Avare, Marianne[22]

## Enseignement
- 2014-2015 : Carré-Théâtre, artiste-enseignante[23]

## Autres participations
- 2015 : Festival FanTasia, membre du jury pour court-métrage québécois D.I.Y.[24]